# فيليب لابرو
فيليب لابرو (بالفرنسية: Philippe Labro)، ولد في مونتوبان في 27 أغسطس 1936، هو صحفي فرنسي، كاتب، مخرج، رجل إعلام، و مؤلف أغاني.

## روابط خارجية
- فيليب لابرو على موقع IMDb (الإنجليزية)
- فيليب لابرو على موقع ألو سيني (الفرنسية)
- فيليب لابرو على موقع ميوزك برينز (الإنجليزية)
- فيليب لابرو على موقع أول موفي (الإنجليزية)
- فيليب لابرو على موقع قاعدة بيانات الأفلام السويدية (السويدية)
- فيليب لابرو على موقع ديسكوغز (الإنجليزية)
- فيليب لابرو على موقع قاعدة بيانات الفيلم (الإنجليزية)
- فيليب لابرو على موقع كينوبويسك (الروسية)